# Diebstahl (Deutschland)
Beim Diebstahl handelt es sich im Strafrecht Deutschlands um einen Straftatbestand, der im 19. Abschnitt des Besonderen Teils des Strafgesetzbuchs (StGB) in § 242 geregelt ist. Die Strafnorm zählt zu den Eigentumsdelikten und soll den Gewahrsam des Gewahrsamsinhabers schützen. § 242 StGB verwirklicht, wer eine fremde bewegliche Sache, in der Absicht wegnimmt, sie sich oder einem Dritten rechtswidrig zuzueignen. Bei einer Wegnahme handelt es sich um den Bruch fremden und die Begründung neuen Gewahrsams. Erfolgt der Diebstahl unter Anwendung qualifizierter Nötigungsmittel zum Zwecke der Wegnahme (Finalzusammenhang), so liegt ein Raub gem. § 249 Abs. 1 StGB vor.
Für den Diebstahl können eine Freiheitsstrafe bis zu fünf Jahren oder eine Geldstrafe verhängt werden. Wegen des Regelstrafrahmens von Freiheitsstrafe bis zu fünf Jahren oder Geldstrafe handelt es sich beim Diebstahl gemäß § 12 Abs. 2 StGB um ein Vergehen.
Die Diebstahlsdelikte machen etwa 40 Prozent aller polizeilich registrierten Straftaten aus und stellen damit die zahlenmäßig bedeutendste Deliktsgruppe dar. In den letzten drei Jahrzehnten sind die Diebstahlszahlen allerdings auf ein Drittel zurückgegangen. Dieser Rückgang folgt dem Trend, der in allen westlichen Ländern zu beobachten ist. Die Aufklärungsquote des Diebstahls liegt mit unter 30 Prozent im Vergleich zu anderen Deliktsgruppen auf unterdurchschnittlichem Niveau.
Da es sich beim Diebstahl um eine der ältesten Deliktsformen handelt, finden sich hierzu auch in anderen Staaten zahlreiche Strafnormen. In Österreich folgt die Strafbarkeit des Diebstahls aus § 127 StGB, in der Schweiz aus Art. 139 StGB. Inhaltlich entsprechen diese Strafnormen im Wesentlichen dem deutschen § 242 StGB.

## Normierung und Schutzzweck
§ 242 StGB lautet seit seiner letzten Änderung vom 1. April 1998 wie folgt:
(1) Wer eine fremde bewegliche Sache einem anderen in der Absicht wegnimmt, die Sache sich oder einem Dritten rechtswidrig zuzueignen, wird mit Freiheitsstrafe bis zu fünf Jahren oder mit Geldstrafe bestraft.
§ 242 StGB soll zunächst das Recht des Eigentümers schützen, die eigenen Sachen ungehindert zu besitzen und zu nutzen. Dieses Recht folgt aus § 903 BGB, der Eigentum als umfassende rechtliche Herrschaftsgewalt über eine Sache definiert. Im Zusammenhang mit dem Diebstahl wird häufig von einem formalen Eigentumsschutz gesprochen. Hiermit ist gemeint, dass es für die Strafbarkeit des Diebstahls nicht darauf ankommt, ob die Tat dem Bestohlenen einen wirtschaftlichen Schaden zufügt. Auch der Diebstahl von Gegenständen, die objektiv nahezu wertlos sind, ist damit nach § 242 StGB strafbar.
Zusätzlich zum Eigentum schützt § 242 StGB nach überwiegender Auffassung den Gewahrsam im Sinne der tatsächlichen Gewalt über eine Sache.

## Entstehungsgeschichte

### Furtum als früher Vorläufer des modernen Diebstahlstatbestands
Da der Diebstahl eine der ältesten Erscheinungsformen der Kriminalität darstellt, blickt der  Diebstahlstatbestand des deutschen Rechts auf eine lange Historie zurück. Bereits das römische Strafrecht hatte eine differenzierte Diebstahlsdogmatik entwickelt. In deren Mittelpunkt stand das furtum, das die vorsätzliche und unerlaubte Sachentziehung zwecks persönlicher Bereicherung unter Strafe stellte. Das furtum war weiter gefasst als der heutige Diebstahlstatbestand, indem es neben der unberechtigten Wegnahme auch die Unterschlagung, den Raub und die Gebrauchsanmaßung einschloss. Die Praxis untergliederte das furtum in mehrere Fallgruppen. Sie unterschied insbesondere zwischen offenen (furtum manifestum) und heimlichen (furtum nec manifestum) Sachentziehungen, was für die Bestrafung von Bedeutung war: der offene Diebstahl wurde härter sanktioniert und ermöglichte eine sofortige Vollstreckung der Strafe.

### Diebstahlsdogmatik im mittelalterlichen deutschen Recht

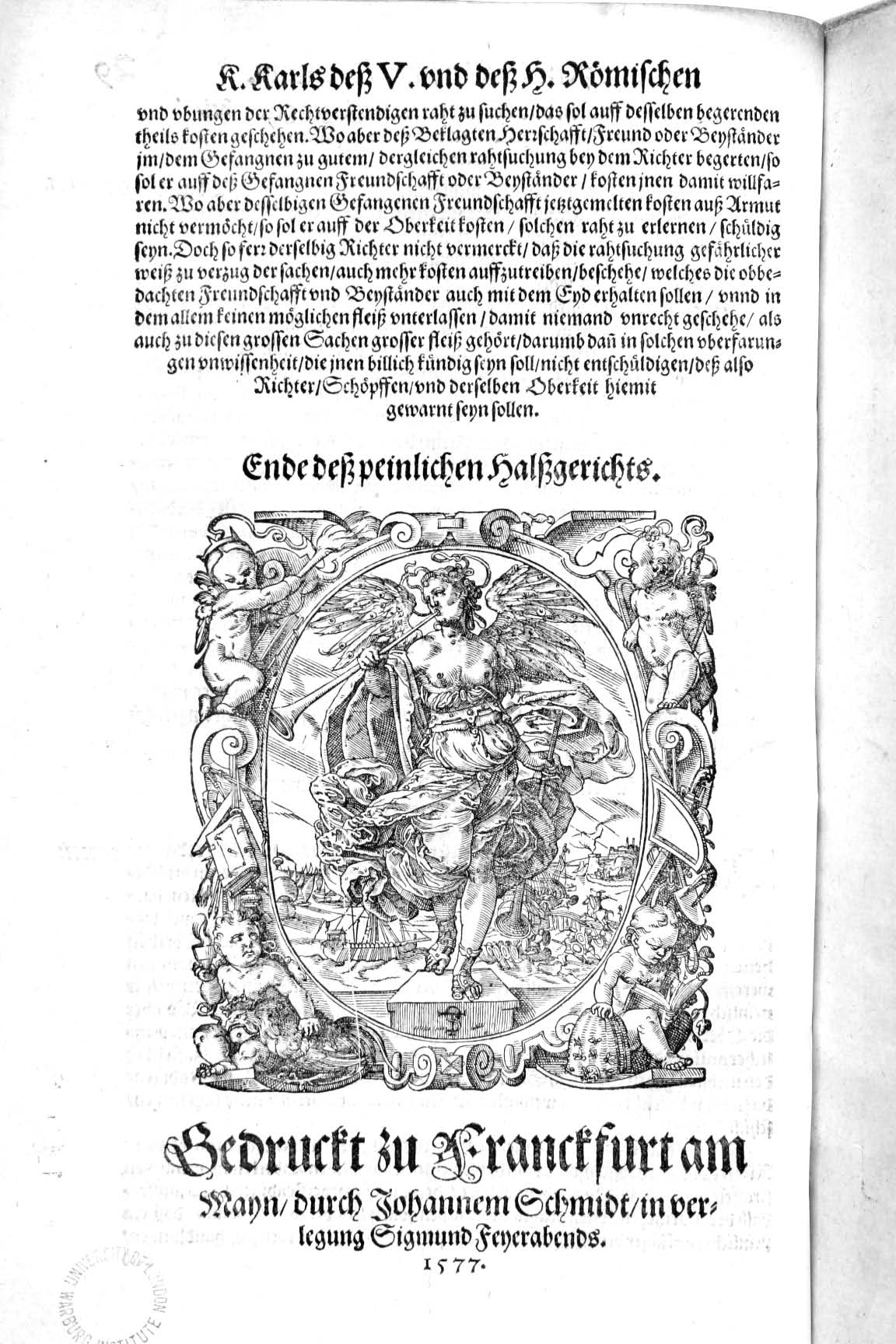
Illustration der Constitutio Criminalis Carolina

Im Mittelalter wurde das furtum schrittweise in selbstständige Delikte aufgespalten. Dies führte unter anderem zur Herausbildung eigenständiger Diebstahlsdelikte. Diese ähnelten dem gegenwärtigen Diebstahlsverständnis insofern, als dass sie sich gegen die Wegnahme einer fremden Sache, die sich im Gewahrsam eines anderen befand, zwecks Aneignung richteten. Anders als im modernen Recht galten indes lediglich solche Wegnahmen als Diebstahl, die heimlich begangen wurden. Die offene Wegnahme galt demgegenüber als Raub, der sich ebenfalls im mittelalterlichen Strafrecht als eigenständiges Delikt emanzipierte. Insofern setzte sich die aus dem römischen Recht bekannte Unterscheidung zwischen offenen und heimlichen Taten fort, verlagerte sich allerdings auf die Tatbestandsebene.
In der Rezeptionsphase bildeten sich zahlreiche Diebstahlsdelikte heraus. Ein Beispiel hierfür bietet die Constitutio Criminalis Carolina von 1532. Diese enthielt beinahe zwanzig Diebstahlstatbestände, die nach der Häufigkeit der Taten, den Tatumständen oder dem Tatanlass differenzierten. Sie unterschied beispielsweise zwischen dem ein- (Art. 160) und dem mehrmaligen Diebstahl (Art. 162) und privilegierte den Diebstahl junger Täter (Art. 164) und den Diebstahl aus Not (Art. 166).

### Diebstahlsdogmatik neuzeitlicher Kodifikationen
Unter dem Einfluss der Naturrechtslehre wurde die Unterscheidung zwischen offenen und heimlichen Taten allmählich aufgegeben. Der Diebstahl wurde allgemeiner als Verletzung des Eigentumsrechts aufgefasst, dessen Unrechtskern darin bestand, dass sich der Täter eine fremde bewegliche Sache zueignete. Dieses Verständnis wurde im 19. Jahrhundert zahlreichen Strafrechtskodifikationen zu Grunde gelegt, so etwa dem bayerischen StGB von 1813 (Art. 209) und dem preußischen StGB von 1851 (§ 215).

### Raubdelikte des Reichsstrafgesetzbuchs
Im Norddeutschen Bund wurde auf Basis des preußischen StGB ein neues Strafgesetzbuch für entwickelt, das am 1. Januar 1871 in Kraft trat. Nach der Deutschen Reichsgründung trat es am 1. Januar 1872 auch in den süddeutschen Ländern als RStGB in Kraft. Den Diebstahl regelte das RStGB in § 242, der inhaltlich dem § 215 des preußischen StGB entsprach. Flankiert wurde der Diebstahlstatbestand durch § 243 RStGB, der einige als besonders strafwürdig empfundene Fälle des Diebstahls qualifizierte; hierunter fielen etwa der Kirchen- und der Einbruchsdiebstahl. Hinzu kamen mit §§ 244, 245 RStGB Strafschärfungen für rückfällige Täter, welche die Zuchthausstrafe anordneten. Privilegiert wurde demgegenüber durch § 247 RStGB der Haus- und Familiendiebstahl. Eine Sonderregel enthielt § 370 Abs. 1 Nr. 5 RStGB für den Mundraub; dieser war lediglich als Übertretung strafbar, einer Deliktsgruppe, die sich durch ein besonders geringes Unrecht auszeichnete.
Der Kernbereich der Diebstahlsdelikte, der aus §§ 242, 243 RStGB bestand, wurde bis zum Ende des Zweiten Weltkriegs inhaltlich nicht verändert. Im Randbereich der Diebstahlsdelikte kam es allerdings zu Ergänzungen. So schuf der Gesetzgeber im Jahr 1900 Sonderbestimmungen für die Entziehung elektrischer Energie, nachdem das Reichsgericht entschieden hatte, dass diese mangels Sachqualität nicht durch § 242 RStGB geschützt wurde. 1912 folgte mit § 248a RStGB eine Privilegierung des Diebstahls geringwertiger Sachen, der aus einer Notlage heraus begangen wurde. 1932 wurde der unbefugte Gebrauch von Kraftfahrzeugen unter Strafe gestellt.

### Entwicklungen nach 1945
Nach der Gründung der Bundesrepublik wurde das bisherige RStGB durch das dritte Strafrechtsänderungsgesetz als StGB neu bekanntgemacht. Die Diebstahlstatbestände blieben hierbei zunächst unverändert. Durch das erste Strafrechtsreformgesetz von 1969 erfuhren sie indes eine erhebliche Umgestaltung. In § 242 StGB ergänzte der Gesetzgeber die Möglichkeit, für Diebstahlstaten anstelle einer Freiheits- eine Geldstrafe zu verhängen. Ferner gestaltete er den bisherigen Qualifikationstatbestand § 243 StGB neu. Ein großer Teil der Qualifikationen wurden zu Regelbeispielen umgestaltet, um Richtern größeren Spielraum bei der Strafzumessung einzuräumen. Die verbliebenen Qualifikationen wurden in § 244 StGB neu gebündelt. Die Regelungen zum Rückfall wurden ersatzlos gestrichen, ebenso die Privilegierungen des Mundraubs und des Diebstahls aus Not. An die Stelle des Diebstahls aus Not trat ein Strafantragserfordernis für Taten, die geringen Schaden verursachen.
Die bislang letzte Veränderung des § 242 StGB erfolgte durch das sechste Strafrechtsreformgesetz von 1998. Dieses erweiterte den subjektiven Tatbestand des Diebstahls: Während bislang erforderlich war, dass sich der Täter das Tatobjekt selbst zueignen wollte, genügt seit der Neufassung auch der Wille, die Sache einem Dritten zuzueignen. Diese Änderung war bereits in der Zeit des Kaiserreichs angeregt worden.

## Tatbestand

### Fremde bewegliche Sache

#### Sachqualität
Tatobjekt des Diebstahls ist eine fremde bewegliche Sache. Der strafrechtliche Sachbegriff fußt auf § 90 BGB, der für die Zwecke des Zivilrechts Sachen als körperliche Gegenstände definiert. Als Sachen gelten dementsprechend insbesondere Fahrzeuge, Geldscheine und Telefone. Allerdings ist das zivilrechtliche Sachverständnis für den Schutzzweck des § 242 StGB zu eng, weswegen sich dort  ein autonomer Sachbegriff entwickelt hat. Von Bedeutung ist dies insbesondere für Sachbestandteile, also für Gegenstände, die so fest mit anderen Sachen verbunden sind, dass sie nicht ohne Beschädigung von dieser getrennt werden können. Hierzu zählen beispielsweise die Fenster eines Gebäudes, das Gras einer Weide und das Getreide auf einer Ackerfläche. Diese Gegenstände gelten im Zivilrecht als unselbstständige Teile einer anderen Sache, weswegen sie dort keine Sachqualität besitzen. Anders verhält es sich im Strafrecht, da es nicht zweckmäßig wäre, solche Gegenständen den Schutz durch § 242 StGB vorzuenthalten. Als Sachen gelten dort daher auch Bestandteile, die sich zum Zweck der Wegnahme von der Hauptsache abtrennen lassen. Ein weiterer Unterschied zwischen Zivil- und Strafrecht betrifft den Umgang mit Tieren: Zivilrechtlich gelten diese nicht als Sachen (§ 90a BGB), im Strafrecht hingegen schon.
Elektrische Energie stellt mangels Körperlichkeit keine Sache dar. Gleiches gilt für Strahlen, elektronisch oder magnetisch gespeicherte Daten und Giralgelder. Auch der menschliche Körper stellt keine Sache dar, da die Menschenwürde (Art. 1 Abs. 1 GG) es ausschließt, ihn als Gegenstand anzusehen. Körperteile erhalten jedoch Sachqualität, indem sie auf Dauer vom Körper getrennt werden.

#### Fremdheit
Ebenfalls als Sache gilt der menschliche Leichnam. In der Regel besteht an diesem allerdings kein Eigentum, so dass er letztlich kein taugliches Tatobjekt darstellt. Denn eine Sache muss für den Täter fremd sein, damit sie Gegenstand eines Diebstahls sein kann. Dies trifft zu, wenn sie verkehrsfähig ist, nicht in dessen Alleineigentum steht und nicht herrenlos ist.
Eine Sache ist verkehrsfähig, wenn an ihr Eigentum begründet werden kann. Ausgeschlossen ist dies beispielsweise bei Flusswasser. Unerheblich ist hierbei, ob an der Sache Eigentum begründet werden darf, so dass beispielsweise auch verbotene Betäubungsmittel als Tatobjekte des Diebstahls in Frage können. Ebenfalls ohne Bedeutung sind zivilrechtliche Rückwirkungsfiktionen, etwa die Wirkung einer Anfechtung (§ 142 BGB), einer Genehmigung (§ 184 BGB) oder einer Erbschaftsausschlagung (§ 1953 BGB). Dies folgt daraus, dass eine Strafbarkeit wegen des strafrechtlichen Bestimmtheitsgebots (Art. 103 Abs. 2 GG) nicht rückwirkend begründet werden darf.
Herrenlos ist eine Sache, die keinen Eigentümer hat. Dies ist beispielsweise bei wilden Tieren der Fall. Herrenlosigkeit entsteht ebenfalls durch Dereliktion (§ 959 BGB). Diese liegt vor, wenn der Eigentümer erklärt, das Eigentum an seiner Sache aufzugeben. So verhält es sich etwa in aller Regel, wenn jemand Sperrmüll im öffentlichen Verkehrsraum abstellt. Keine Dereliktion liegt indes vor, wenn der frühere Eigentümer sein Eigentum lediglich zu einem bestimmten Zweck aufgeben will. Dies trifft etwa auf Fälle zu, in denen der Eigentümer eine Sache als Spende am Wegesrand bereitstellt. In diesem Fall soll die Sache einzig dem Spendensammler überlassen werden, weshalb sie für andere Personen als diesen fremd ist. Entsprechendes gilt, wenn der Eigentümer die Sache gezielt der Vernichtung zuführen will. So verhält es sich etwa bei abgelaufenen Girocards.

### Wegnahme

#### Bestehen fremden Gewahrsams
Die Tathandlung des Diebstahls besteht in der Wegnahme der fremden beweglichen Sache. Eine Wegnahme setzt voraus, dass der Täter fremden Gewahrsam bricht und neuen begründet.
Gewahrsam ist die tatsächliche Herrschaft eines Menschen über eine Sache, die von einem natürlichen Herrschaftswillen getragen ist. Diese Definition ähnelt der des zivilrechtlichen Besitzes, insbesondere der des unmittelbaren Besitzes (§ 854 BGB). Allerdings reicht der Besitzbegriff weiter als der Gewahrsamsbegriff, weil das Zivilrecht mehrere Besitzfiktionen kennt, etwa den Erbenbesitz (§ 857 BGB) und den Besitzdiener (§ 855 BGB). Diese zeichnen sich dadurch aus, dass eine Person als Besitzer gilt, die keine effektive Herrschaftsgewalt über die Sache ausübt. Diese Fiktionen finden wegen des Bestimmtheitsgebots keine Anwendung auf den strafrechtlichen Gewahrsamsbegriff. Zu unterscheiden ist der Gewahrsam vom Eigentum, das gemäß § 903 BGB die rechtliche Gewalt über eine Sache bezeichnet.
Ob jemand über die tatsächliche Sachherrschaft verfügt, beurteilt sich maßgeblich nach der Verkehrsanschauung. Ein wichtiges Indiz stellt der Aufenthaltsort der Sache dar. In der Regel hat derjenige die Herrschaft über eine Sache, der unmittelbar, also ohne Zwischenschritte, auf diese zugreifen kann. Notwendig ist dies allerdings nicht. So können auch Sachen, die sich in einiger Entfernung befinden, einer Person als Gewahrsamsinhaber zugeordnet sein. So würde man etwa das an der Straße geparkten Fahrzeug im Regelfall dem Gewahrsamsbereich seines Eigentümers zuordnen.
Über den Herrschaftswillen verfügt, wer die tatsächliche Gewalt über eine Sache ausüben will. Hierbei handelt sich um einen natürlichen Willen, der unabhängig von der Geschäftsfähigkeit ist, sodass auch Minderjährige und Geschäftsunfähige Gewahrsam haben können. Bei juristischen Personen können mangels Willensfähigkeit nur natürliche Personen Gewahrsamsinhaber sein, beispielsweise der Geschäftsführer. Es genügt, wenn sich der Wille darauf beschränkt, an allen Gegenständen innerhalb einer eigenen Gewahrsamssphäre Gewahrsam zu begründen. Nicht erforderlich ist daher, dass ein Bewusstsein hinsichtlich einer bestimmten Sache gefasst wird. So werden beispielsweise in öffentlichen Verkehrsmitteln zurückgelassene Gegenstände in der Regel nicht mit der räumlichen Entfernung des früheren Gewahrsamsinhabers gewahrsamslos. Stattdessen begründet der Betreibers Gewahrsam an ihnen, da er einen Gewahrsamsbegründungswillen an allen in seiner Sphäre verlorenen Gegenständen hat. Der Beherrschungswille muss nicht dauerhaft bestehen; es genügt, wenn er bei der Gewahrsamsbegründung vorliegt.
Betritt ein Dritter die Gewahrsamssphäre eines anderen, so begründet er innerhalb dieser eine eigene Gewahrsamssphäre, die in der Rechtswissenschaft als Gewahrsamsenklave oder Tabusphäre bezeichnet wird. Diese umfasst beispielsweise die Kleidung am Leib. Gewahrsamsenklaven sind insbesondere beim Diebstahl kleinerer Sachen, etwa in Kaufhäusern, von praktischer Bedeutung. Nimmt der Täter eine kleine Sache, beispielsweise einen Ring, an sich und versteckt ihn in seiner Tasche, so erfolgt bereits hierdurch der Gewahrsamsbruch, da hierdurch der Zugriff des Eigentümers auf den Ring erheblich erschwert wird.
Zur Beurteilung der Gewahrsamsverhältnisse bei verlorenen Sachen unterscheidet die Rechtswissenschaft danach, ob die Sache in einem eigenen räumlich umgrenzten Herrschaftsbereich, einem fremden Herrschaftsbereich oder außerhalb einer Gewahrsamssphäre verloren gegangen sind. Ersteres ist beispielsweise in der eigenen Wohnung der Fall. In solchen Fällen bleibt der Gewahrsam des Eigentümers an der Sache bestehen, da der Verkehr sie noch dem Inhaber der Wohnung zuordnet. Zweiteres trifft etwa beim Verlust der Sache in einer öffentlichen Einrichtung zu. Hier geht der Gewahrsam an der Sache auf den Inhaber der fremden Gewahrsamssphäre über, da dieser verlorene Gegenstände für den Eigentümer aufbewahrt. Im dritten Fall würde der Gegenstand gewahrsamlos, sofern der frühere Gewahrsamsinhaber sich so weit von der Sache entfernt hat, dass sie ihm vom Verkehr nicht mehr zugeordnet wird.

#### Gewahrsamswechsel

##### Allgemein
Der Gewahrsamswechsel wird durch den Bruch fremden und die Begründung neuen Gewahrsams durch den Täter vollzogen. Ein Gewahrsamsbruch setzt voraus, dass der Täter die Zugriffsmöglichkeit des Gewahrsamsinhabers ohne oder gegen dessen Willen aufhebt. Die Neubegründung von Gewahrsam erfolgt durch das Erlangen der tatsächlichen Herrschaft über die Sache. Oft fallen beide Zeitpunkte zusammen.
Um den Zeitpunkt des Gewahrsamswechsels zu konkretisieren, entwickelte die Rechtswissenschaft verschiedene Ansätze: Nach einem Ansatz war das schlichte Berühren der Sache maßgeblich (Kontrektationstheorie), nach einem anderen das Fortschaffen der Beute (Ablationstheorie), nach einem weiteren das Bergen der Beute (Illationstheorie). Diese Auffassungen gelten mittlerweile als überholt, da sie praktischen Bedürfnissen nicht gerecht werden. Die heute vorherrschende Auffassung fußt auf der Apprehensionstheorie. Hiernach wird der Gewahrsamswechsel grundsätzlich durch das Ansichnehmen der Beute vollzogen. Dieser Theorienstreit ist jedoch insofern von praktisch geringer Bedeutung, als der entscheidende Maßstab für die Beurteilung von Gewahrsamsverhältnissen die Verkehrsanschauung ist. Hiernach kann der Täter lediglich bei kleinen Gegenständen bereits dadurch Sachherrschaft erlangen, dass er sie an sich nimmt. Einen sperrigen Gegenstand muss er hingegen erst aus dem Machtbereich des früheren Gewahrsamsinhabers entfernen, da er nach der Verkehrsanschauung erst zu diesem Zeitpunkt die alleinige Sachherrschaft erlangt. Dies trifft etwa auf Kraftfahrzeuge zu, bei denen die Wegnahme erst durch das Wegfahren erfolgt.
Umstritten ist, ob und wie sich elektronische Sicherheitsetiketten, die häufig in Kaufhäusern verwendet werden, auf den Zeitpunkt der Wegnahme auswirken. Manche Stimmen erblicken hierin ein Hindernis, das einer Wegnahme innerhalb des Kaufhauses entgegensteht. Hiernach kann der Gewahrsamsbruch erst mit Verlassen der Geschäftsräume vollendet werden. Nach der Gegenansicht trifft dies nur so lange zu, wie der Täter die Sache nicht in einer Gewahrsamsenklave versteckt hat.
Gewahrsam kann durch mehrere Personen gleichrangig ausgeübt werden. In einem solchen Fall kann ein Gewahrsamsinhaber den Mitgewahrsam eines anderen brechen und somit eine Wegnahme begehen. Mitgewahrsam kann auch in einem Verhältnis der Über- und Unterordnung ausgeübt werden. Hier unterliegt der untergeordnete Gewahrsamsinhaber in Bezug auf den Umgang mit einer Sache den Weisungen des übergeordneten Gewahrsamsinhabers. So verhält es sich beispielsweise innerhalb von Arbeitsverhältnissen. Der Wille des übergeordneten Gewahrsamsinhabers hat Vorrang vor dem des untergeordneten Gewahrsamsdieners, weshalb er dessen Gewahrsam nicht brechen kann. Im umgekehrten Fall, in dem der Untergeordnete eine Sache entgegen dem Willen des Übergeordneten an sich nimmt, kann hierin allerdings eine Wegnahme liegen.
Gewahrsam besteht nach der Verkehrsanschauung bzw. sozial-normativ betrachtet auch im Fall einer sog. Gewahrsamslockerung. Eine solche liegt vor, wenn dem Gewahrsamsinhaber noch eine Zugriffsmöglichkeit auf die Sache verbleibt, deren Ausübung aber erschwert ist, beispielsweise bei einem am Straßenrand abgestellten PKW.

##### Tatbestandsausschließendes Einverständnis
Da der fehlende oder entgegenstehende Wille des Opfers Tatbestandsvoraussetzung ist, besteht die Möglichkeit eines tatbestandsausschließenden Einverständnisses. Liegt ein solches vor, handelt der Täter also mit dem Willen des Opfers, begeht er keine Wegnahme.
Ein Einverständnis kann vorliegen, wenn das Opfer eine Wegnahme bemerkt, aber nicht verhindert. Hierbei sind zwei Konstellationen zu unterscheiden. Trifft es Vorkehrungen, um den Dieb während der Tat zu beobachten, etwa durch Installieren einer Videokamera, begründet dies grundsätzlich kein Einverständnis in den Gewahrsamswechsel, da die Überwachung lediglich Beweiszwecken dient. Anders verhält es sich in Fällen der Diebesfalle. Hier präpariert das Opfer zu stehlende Gegenstände, um den Dieb mithilfe dieser zu überführen. Der Gewahrsamwechsel ist für das Überführen des Täters erforderlich, weshalb er mit Einverständnis des Berechtigten erfolgt.

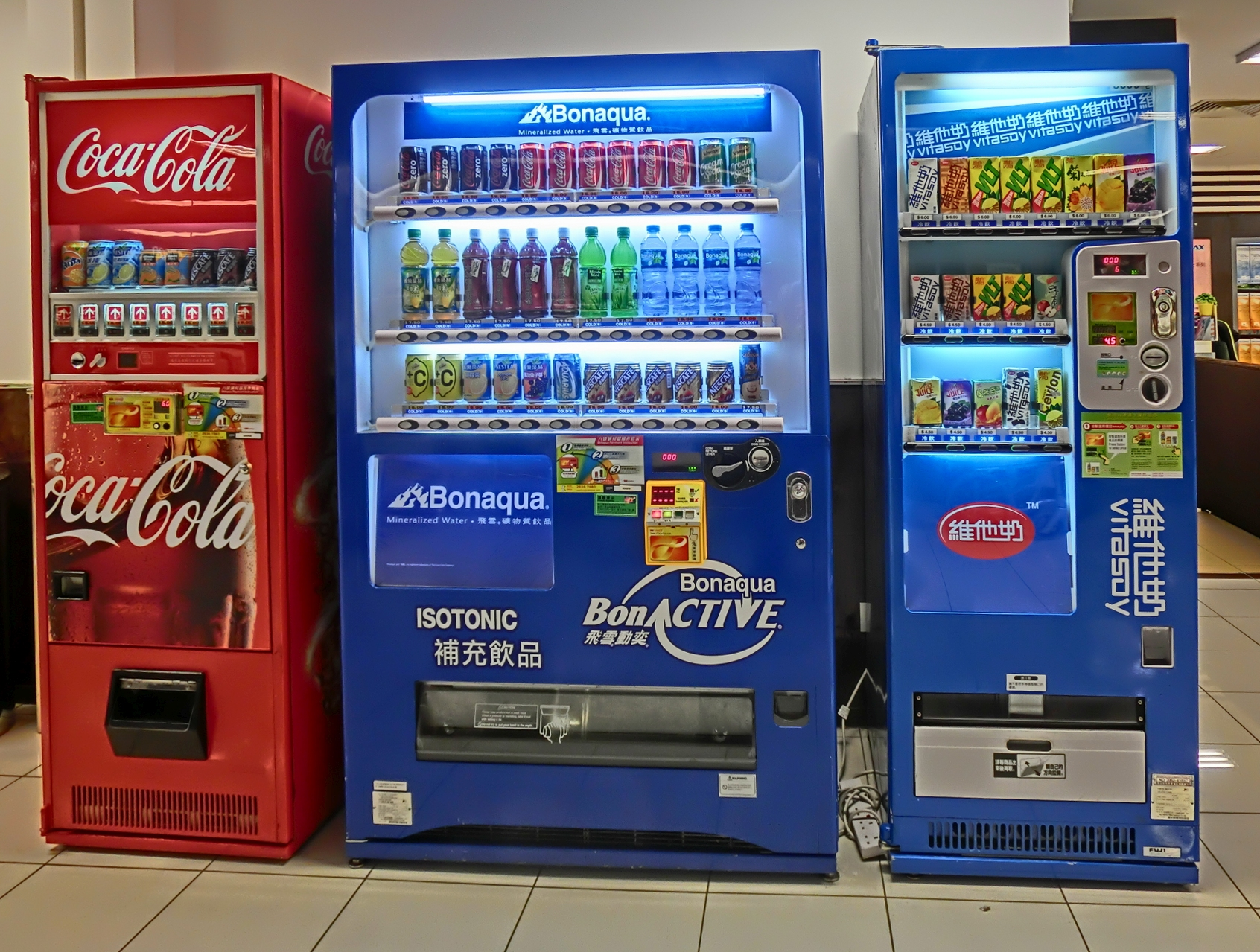
Ein Einverständnis kann bei Warenautomaten vorliegen

Das Einverständnis kann an eine aufschiebende Bedingung geknüpft werden. Eine solche besteht häufig bei Warenautomaten. Hier wird das Recht zur Ansichnahme des vom Automaten ausgegebenen Gegenstands von der ordnungsgemäßen Bedienung des Automaten abhängig gemacht. Handelt der Täter entgegen dieser Bedingung, etwa durch Verwenden von Falschgeld, liegt daher ein Gewahrsamsbruch vor.
Das Einverständnis in den Gewahrsamswechsel ist ebenfalls beim unbefugten Tanken an Selbstbedienungstankstellen von Bedeutung. Hierbei lassen sich mehrere Fallkonstellationen unterscheiden: Ist der Täter von Anfang an entschlossen, nicht zu zahlen und gibt sich in der Annahme, beobachtet zu werden, daraufhin als redlicher Kunde aus, macht er sich aufgrund der beabsichtigten Täuschung wegen versuchten oder vollendeten Betrugs (§ 263 StGB) strafbar. Geht der Täter davon aus, nicht von anderen gesehen zu werden, sind mangels Täuschungshandlung die Zueignungsdelikte Diebstahl und Unterschlagung einschlägig. Ob in dieser Konstellation ein Gewahrsamsbruch vorliegt, ist in der Rechtswissenschaft strittig. Nach der herrschenden Meinung erteilt der Tankstellenbetreiber durch Eröffnung der Selbstbedienungstankstelle den Kunden ein generelles Einverständnis in die Entnahme von Benzin, solange die Zapfsäule ordnungsgemäß bedient wird. Die Gegenansicht geht davon aus, dass ein Einverständnis nicht nur an die ordnungsgemäße Bedienung, sondern zusätzlich an die ordnungsgemäße Bezahlung geknüpft ist und stellt insofern auf einen rein innerlich gebliebenen Vorbehalt ab. In der dritten Konstellation entschließt sich der Täter erst nach dem Tanken dazu, nicht zu bezahlen. Hier kommt nach beiden Auffassungen lediglich eine Unterschlagung in Betracht, da der Gewahrsamsübergang mit dem Einverständnis des Betreibers erfolgte. Zusätzlich kommt eine Strafbarkeit wegen Betrugs gemäß § 263 Abs. 1 StGB in Betracht, wenn der Täter Tankstellenbeschäftigte nach Abschluss des Tankvorgangs täuscht, um nicht aufzufliegen und ohne Entrichtung des Kaufpreises für den entnommenen Kraftstoff die Tankstelle zu verlassen.

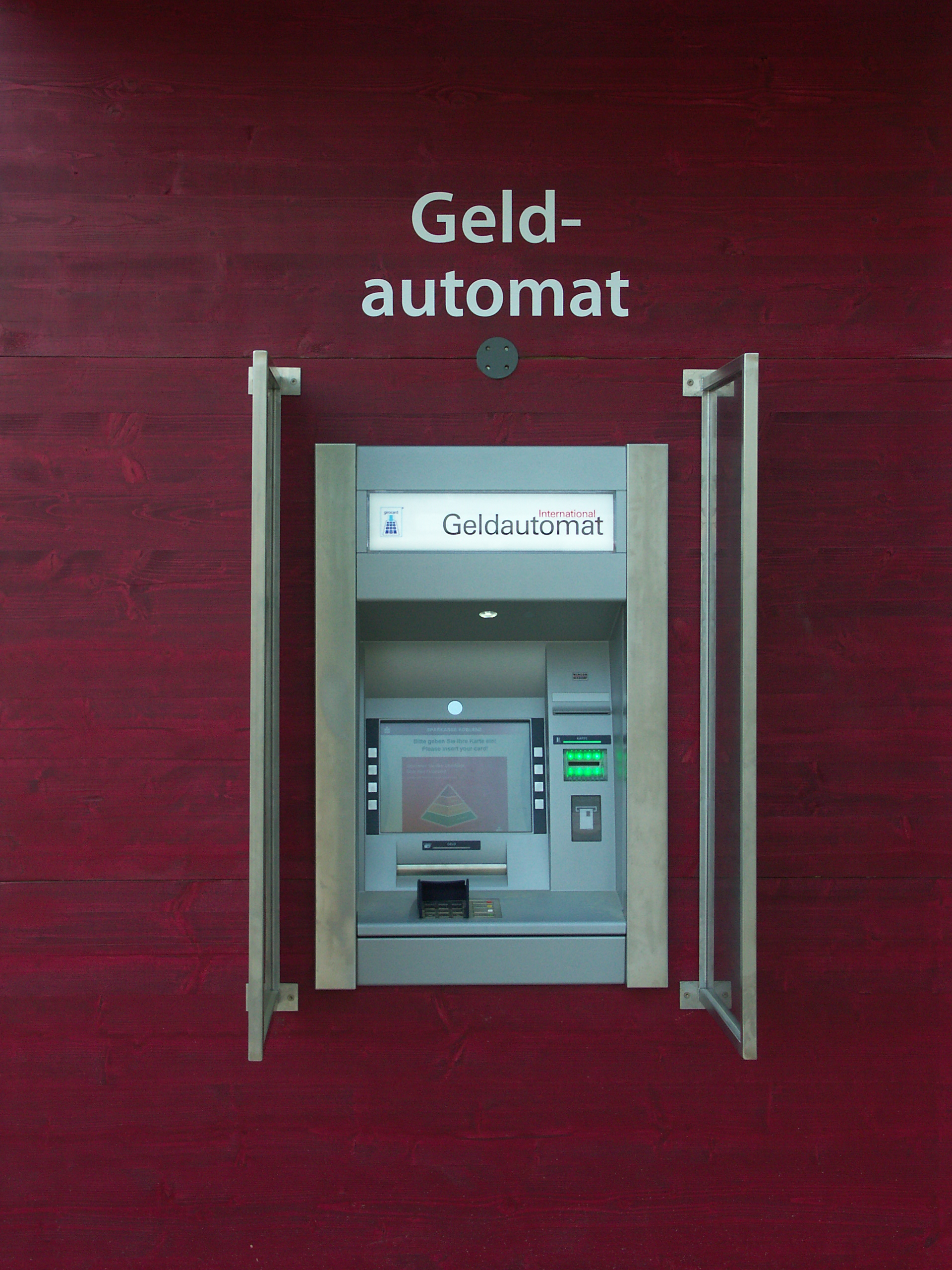
Geldautomat

Einige Stimmen bejahen einen Gewahrsamsbruch auch dann, wenn jemand mithilfe einer fremden oder gefälschten Karte Geld an einem Geldautomaten abhebt. Das Geld werde von der Bank an den Abhebenden unter der Bedingung übereignet, dass der Kartennutzer auch Kontoinhaber ist. Hebt ein Unberechtigter Geld ab, liege daher mangels Einverständnis ein Gewahrsamsbruch vor. Die herrschende Auffassung verneint in diesem Fall allerdings einen Diebstahl, da sich der Vorbehalt der Bank, den Gewahrsam an den Geldscheinen nur einem Berechtigten zu verschaffen, nicht objektiv manifestiere. Sofern der Täter den Automaten ordnungsgemäß bedient, macht er sich hiernach nicht wegen Diebstahls strafbar, möglicherweise allerdings wegen Computerbetrugs (§ 263a StGB).
Ein tatbestandsausschließendes Einverständnis ergibt sich nicht bereits daraus, dass der Gewahrsamsbruch beobachtet wird. Früher nahm die Rechtsprechung dies allerdings nur an, wenn der Täter trotz Beobachtung nicht an der Wegnahme gehindert werden konnte; andernfalls zeige er sich mit dem Gewahrsamswechsel einverstanden, so dass sich der Täter allenfalls wegen versuchten Diebstahls strafbar machen konnte. Diese Differenzierung wird jedoch mittlerweile als nicht mehr sachgerecht empfunden, da man aus dem bloßen Nichteinschreiten nicht ableiten könne, dass der Gewahrsamsinhaber mit dem Gewahrsamswechsel einverstanden sei.

#### Abgrenzung von Diebstahl und Betrug
Die Tatbestände Diebstahl und Betrug (§ 263 StGB) enthalten Tatbestandsmerkmale, die sich gegenseitig ausschließen: Während der Täter eines Diebstahls sein Opfer dadurch schädigt, dass er in dessen Vermögen durch eine Wegnahme eingreift, bewegt er beim Betrug sein Opfer durch Täuschung dazu, sich selbst zu schädigen. Daher stellt der Diebstahl ein Fremdschädigungsdelikt dar, wohingegen es sich beim Betrug um ein Selbstschädigungsdelikt handelt. Daher stehen Diebstahl und Betrug zueinander in einem Exklusivitätsverhältnis. In einigen Fällen erweist sich die Abgrenzung beider Delikte in der Rechtspraxis als schwer durchzuführen. Dies betrifft insbesondere den Dreiecksbetrug und den Trickdiebstahl.
Bewegt der Täter beispielsweise einen Dritten durch Täuschung dazu, ihm eine Sache des Opfers herauszugeben, kann es sich hierbei sowohl um einen Dreiecksbetrug als auch um einen Diebstahl in mittelbarer Täterschaft (§ 25 Absatz 1 Satz 1 Alternative 2 StGB) handeln. Zur Abgrenzung beider Delikte haben sich in der Rechtswissenschaft im Wesentlichen zwei Lösungsansätze herausgebildet. Der eine, der als Befugnistheorie bezeichnet wird, stellt auf die Rechtsmacht des Herausgebenden ab. Ist dieser zur Weggabe befugt, ist dessen Willen bei der Beurteilung der Wegnahme maßgeblich. Da dieser die Sache freiwillig herausgibt, fehlt es an einem entgegenstehenden Willen, so dass keine Wegnahme und damit kein Diebstahl vorliegt. Stattdessen kommt ein Betrug in Betracht. Ist er dagegen nicht befugt, die Sache an den Täter zu übergeben, ist der Wille des Berechtigten maßgeblich. Da dieser mit seinem Gewahrsamsverlust einverstanden ist, liegt eine Wegnahme vor, die der Täter mithilfe des Getäuschten im Wege mittelbarer Täterschaft durchführt. Der zweite Ansatz stellt darauf ab, ob ein tatsächliches Näheverhältnis zwischen Getäuschtem und Opfer besteht. Steht der Getäuschte dem Opfer näher als der Täter, etwa als Familienangehöriger oder Angestellter, handelt es sich um einen Betrug. Steht er hingegen dem Täter näher, etwa als Komplize, handelt es sich um einen Diebstahl.
Beim Trickdiebstahl übergibt oder überlässt das Opfer dem Täter eine Sache, weil dieser eine Situation vortäuscht, in der die Wegnahme für das Opfer nicht als solche erkennbar ist oder es glaubt, die Übergabe sei rechtens oder ein Widerstand dagegen zwecklos. Obwohl hierbei ein Vermögensgegenstand weggegeben wird, begeht der Täter, der die Sache an sich nimmt, eine Wegnahme und damit einen Diebstahl, da das Opfer gegen seinen Willen Gewahrsam verliert. An die Stelle des Wegnahmeakts tritt hier also die unfreiwillige Weggabe aufgrund einer Täuschung oder Überrumpelung. Um einen Diebstahl handelt es sich daher beispielsweise, wenn der Täter in einem Selbstbedienungsladen eine Ware unter anderen versteckt, um sie an der Kasse vorbeizuschmuggeln.

### Vorsatz
Eine Strafbarkeit wegen Diebstahls erfordert gemäß § 15 StGB, dass der Täter mit Vorsatz bezüglich aller Tatbestandsmerkmale handelt. Hierbei genügt jede Vorsatzform. Der Täter muss daher zumindest Kenntnis von den objektiven Tatbestandsmerkmalen haben und den Eintritt des Taterfolgs in Kauf nehmen. Es ist nicht notwendig, dass sich der Vorsatz des Täters auf ein bestimmtes Beutegut konkretisiert; es genügt, wenn er sich zu Beginn der Tat dazu entschließt, stehlenswerte Gegenstände wegzunehmen.
Beim Merkmal der Fremdheit handelt es sich um ein normatives Tatbestandsmerkmal, dessen Inhalt sich aus rechtlichen Wertungen ergibt. Diese muss der Täter nicht vollständig nachvollziehen; es genügt, wenn er erkennt, dass es zumindest auch einem anderen gehört.
Tatbestandsirrtümer, die gemäß § 16 Absatz 1 Satz 1 StGB zum Vorsatzausschluss führen, kommen insbesondere in Betracht, wenn der Täter irrig annimmt, eine Sache sei nicht fremd. Liegt ein tatbestandsausschließendes Einverständnis vor, muss der Täter Kenntnis hiervon haben, ansonsten macht er sich wegen Versuchs strafbar.

### Zueignungsabsicht
Um ein weiteres subjektives Merkmal des Diebstahlstatbestands handelt es sich bei der Zueignungsabsicht. Dieses Merkmal stellt eine überschießende Innentendenz dar, da ihm kein Element des objektiven Tatbestands entspricht. Die Zueignungsabsicht besteht aus der Aneignungsabsicht und dem Enteignungsvorsatz.
Unter welchen Voraussetzungen eine Aneignung vorliegt, ist in der Rechtswissenschaft seit langem umstritten. Der Streit kreist um die Frage, was als Gegenstand der Zueignung in Frage kommt. Stimmen der älteren rechtswissenschaftlichen Literatur gingen davon aus, dass dies lediglich auf die Sache selbst zutrifft. Eine Zueignung liegt hiernach vor, wenn sich der Täter zumindest vorübergehend eigentümerähnliche Verfügungsgewalt über die Sache anmaßen will. Andere Stimmen nehmen an, dass der Wert der Sache den Gegenstand der Zueignung darstellt. Nach heute überwiegender Auffassung, die als Vereinigungstheorie bezeichnet wird, kann sich der Täter sowohl die Sachsubstanz als auch den in der Sache verkörperten Wert zueignen wollen. Hiernach beabsichtigt der Täter eine Aneignung, wenn er sich die Sache oder ihren Wert zumindest vorübergehend in sein Vermögen einverleiben will. Hieran fehlt es, wenn der Täter lediglich bezweckt, einer anderen Person ihre Sache vorzuenthalten oder diese zu beschädigen.
Enteignungsvorsatz liegt vor, wenn es der Täter zumindest billigend in Kauf nimmt, dass der Eigentümer sein Eigentumsrecht nicht mehr ausüben kann. Durch dieses Merkmal unterscheidet sich der Diebstahl von der grundsätzlich straflosen Gebrauchsanmaßung. Eine solche liegt vor, wenn der Täter sich zwar eine fremde Sache vorübergehend aneignen, diese seinem Opfer jedoch später wieder zurückgeben will. Strafbar ist eine solche Gebrauchsanmaßung lediglich in zwei Fällen: dem unbefugten Gebrauch eines Fahrzeugs (§ 248b StGB) und der Anmaßung von Pfandsachen durch einen öffentlichen Pfandleiher (§ 290 StGB). Ein Diebstahl und keine Gebrauchsanmaßung liegt allerdings vor, wenn der Täter plant, dem Opfer eine Sache zurückzugeben, die in ihrem Wert erheblich gemindert ist. Dies bejahte die Rechtsprechung beispielsweise in einem Fall, in dem der Täter aus einer Buchhandlung ein Buch mitnahm, las und in gelesenem Zustand wieder zurückgab.
Mit Zueignungsabsicht muss der Täter im Zeitpunkt der Wegnahme handeln. Fasst er erst nach der Wegnahme der Sache den Entschluss, sie sich zuzueignen, liegt daher kein Diebstahl vor. (Die Tat ist dann aber dennoch widerrechtlich, z. B. eine Unterschlagung.)

### Rechtswidrigkeit der erstrebten Zueignung
Eine Strafbarkeit wegen Diebstahls setzt weiter voraus, dass der Täter eine rechtswidrige Zueignung anstrebt. Rechtswidrig ist eine Zueignung, die der Eigentumsordnung widerspricht. Hieran fehlt es, wenn der Täter einen durchsetzbaren Anspruch auf Übereignung des Tatobjekts hat, etwa aus einem Kaufvertrag. Nach überwiegender Auffassung in der Rechtswissenschaft muss sich der Anspruch auf die konkrete Sache beziehen, die der Täter wegnimmt; ein Anspruch auf Übereignung einer Sache aus einer Sachgattung genügt daher nicht. Die Rechtswidrigkeit entfällt ebenfalls, wenn zugunsten des Täters ein Rechtfertigungsgrund vorliegt, etwa Selbsthilfe (§ 229 BGB).
Nimmt der Täter fälschlich an, die Zueignung sei nicht rechtswidrig, etwa weil er glaubt, einen Anspruch zu haben, befindet er sich in einem Tatbestandsirrtum. Daher entfallen gemäß § 16 Abs. 1 S. 1 StGB sein Vorsatz und damit seine Strafbarkeit wegen Diebstahls.

#### Eigentum am Diebesgut
Der Dieb erlangt prinzipiell kein Eigentum an der entwendeten Sache; der Bestohlene bleibt weiterhin Eigentümer und behält damit das Recht, genau den gestohlenen Gegenstand zurückzuerhalten – er muss sich nicht mit einer entsprechenden finanziellen Entschädigung zufriedengeben.
Ausnahmen sind
- wenn das Diebesgut zwischenzeitlich zu einer unbeweglichen Sache wurde, und eine Wieder-Beweglich-Machung einen nicht vertretbaren Aufwand bedeuten würde – wenn zum Beispiel ein gestohlener Sack Zement verbaut wurde;
- wenn das Diebesgut umgewandelt wurde und nicht mehr existiert – wenn zum Beispiel gestohlene Heuballen an Kühe verfüttert wurden.

In diesen Fällen muss sich der Bestohlene mit einem anderen (meist finanziellen) Ausgleich zufriedengeben.

#### Wertminderung, Diebstahlsfolgen
Bei termingebundenen oder verderblichen Waren, die ggf. mittlerweile wertlos geworden sind, kann der Eigentümer immer noch die Rückgabe des Diebesguts fordern; zusätzlich steht ihm ein Ausgleich für die Wertminderung/das Wertloswerden zu (Beispiel: gestohlene Theaterkarten; inzwischen verdorbene Lebensmittel).
Prinzipiell muss der Dieb für alle (finanziellen) Folgen aufkommen, die auf den Diebstahl zurückzuführen sind.
Neben der Rückgabe des Diebesguts oder ggf. einer entsprechenden finanziellen Rückzahlung umfasst dies v. a. Ausgleich für eine Wertminderung; aber auch Einnahmeausfälle, Anwalts- und Prozesskosten, Aufwandsentschädigungen usw.

## Prozessuales und Strafzumessung
Grundsätzlich handelt es sich beim Diebstahl um ein Offizialdelikt, weshalb eine Strafverfolgung auch ohne Strafantrag des Verletzten möglich ist. Gemäß § 248a StGB kann ein Diebstahl allerdings lediglich auf Antrag verfolgt werden, wenn das Diebstahlsobjekt geringwertig ist. Dies beurteilt sich nach seinem objektiven Verkehrswert. Nach überwiegender Auffassung in der Rechtswissenschaft liegt die Schwelle zur Geringwertigkeit bei 25 €. Eine weitere Ausnahme enthält § 247 StGB (Haus- und Familiendiebstahl). Hiernach ist ein Strafantrag erforderlich, wenn sich die Tat gegen einen Angehörigen, einen Vormund oder einen Betreuer richtet. Diese Regelung bezweckt, die Störung persönlicher Beziehungen durch Eingreifen von Amts wegen zu vermeiden.
Der Diebstahl ist vollendet, wenn der Täter fremden Gewahrsam gebrochen und neuen begründet hat. Nach Auffassung des Bundesgerichtshofs liegt ein vollendeter Diebstahl allerdings nicht vor, wenn der Täter versehentlich eine andere als die von ihm angestrebte Sache mitnimmt, da er bezüglich des tatsächlich weggenommenen ohne Zueignungsabsicht handele. Nach einer in der Literatur vertretenen Gegenauffassung ist dieser Irrtum hingegen unerheblich, da es für die Tatbestandsverwirklichung genüge, dass der Täter eine fremde Sache wegnehme.
Beendigung tritt ein, wenn der Täter den neu begründeten Gewahrsam gesichert hat. Dies ist beispielsweise der Fall, wenn der Täter seine Beute in sein Versteck gebracht hat. Sobald das Delikt beendet ist, beginnt gemäß § 78a StGB die Verfolgungsverjährung. Diese beträgt gemäß § 78 Absatz 3 Nummer 4 StGB fünf Jahre.
Der Versuch des Diebstahls ist strafbar. Zwar stellt § 242 Absatz 1 StGB lediglich ein Vergehen dar, so dass sich die Strafbarkeit des Versuchs noch nicht aus § 23 Absatz 1 Variante 1 StGB ergibt. § 242 Absatz 2 StGB ordnet die Versuchsstrafbarkeit jedoch ausdrücklich an. Eine Diebstahlstat erreicht das Versuchsstadium, sobald der Täter unmittelbar zur Wegnahme ansetzt.
Gemäß § 245 StGB kann ein Gericht im Rahmen eines Strafprozesses wegen Diebstahls zusätzlich zu einer Freiheitsstrafe Führungsaufsicht anordnen.

### Besonders schwerer Fall des Diebstahls (§ 243 StGB)
§ 243 StGB regelt den besonders schweren Fall des Diebstahls. Dieser zeichnet sich dadurch aus, dass der Täter im Vergleich zum einfachen Diebstahl erhöhtes Unrecht verwirklicht. Die Norm enthält sieben Regelbeispiele, deren Vorliegen einen besonders schweren Fall indiziert.

#### Regelbeispiele
Ein besonders schwerer Fall liegt in der Regel vor, wenn der Täter in einen umschlossenen Raum einbricht, einsteigt, mit einem falschen Schlüssel eindringt oder sich in einer solchen Räumlichkeit verborgen hält. Hierbei wendet der Täter zusätzliche kriminelle Energie auf, um die Wegnahme zu ermöglichen. Ein Einbrechen liegt vor, wenn der Täter durch Einsatz von Gewalt hineingelangt, beispielsweise durch Aufbrechen einer Tür. Beim Einsteigen verzichtet der Täter auf die Gewaltanwendung und gelangt stattdessen unter Einsatz von Geschicklichkeit auf einem unüblichen Weg in die Räumlichkeit. Dies liegt etwa beim Steigen durch ein Dachfenster vor. Die Variante des Eindringens verwirklicht der Täter, wenn er entweder einen gefälschten Schlüssel oder einen echten Schlüssel nutzt, zu dessen Verwendung er nicht berechtigt ist. Verborgen hält sich beispielsweise ein Ladendieb, der sich in einem Geschäft einschließen lässt, um dort nach Ladenschluss zu stehlen.
Ein besonders schwerer Fall liegt im Regelfall ebenfalls vor, wenn der Täter eine Sache wegnimmt, die durch ein verschlossenes Behältnis oder eine andere Schutzvorrichtung gegen Wegnahme besonders gesichert ist. Denn hierbei entwendet der Täter eine Sache, die einen besonderen Wert für sein Opfer hat. Bei einer Schutzvorrichtung handelt es sich um eine künstliche Einrichtung, die zumindest auch dem Zweck dient, die Wegnahme einer Sache erheblich zu erschweren. Beispielhaft sind hierfür Wegfahrsperren, Sicherungsketten und Schlösser. Nicht erfasst sind hingegen Sicherungsetiketten, da sie den Gewahrsamswechsel nicht erschweren, sondern nur die Verfolgbarkeit des Täters erleichtern.
Ein weiteres Regelbeispiel benennt den gewerbsmäßigen Diebstahl. Gewerbsmäßig handelt, wer sich aus wiederholten Diebstählen eine nicht nur vorübergehende Einnahmequelle verschafft.
Ein schwerer Fall liegt regelmäßig ferner vor, wenn der Täter eine Sache stiehlt, die aus religiösen Gründen von besonderer Bedeutung sind. In solchen Fällen stört der Täter den religiösen Frieden und nutzt aus, dass das Objekt im Regelfall vergleichsweise schwach gegen Diebstahl geschützt ist. Dieses Regelbeispiel erfasst beispielsweise Reliquien, Heiligenbilder und Votivtafeln. Das Tatobjekt muss sich an einem Ort befinden, der dem Gottesdienst gewidmet ist. Hierzu zählen auch profane Nebengebäude, etwa eine Sakristei.
Einen schweren Fall stellt es ebenfalls in der Regel dar, wenn der Täter einen Gegenstand stiehlt, der für Wissenschaft, Kunst, Geschichte oder für die technische Entwicklung von Bedeutung ist und sich in einer öffentlichen Ausstellung oder einer allgemein zugänglichen Sammlung befindet. Beim sog. Kunstraub bemächtigt sich der Täter eines besonders bedeutenden Objekts, das wegen seiner Zugänglichkeit vergleichsweise ungeschützt ist.
Ferner stellt es regelmäßig einen besonders schweren Fall dar, wenn der Täter bei der Tat Hilflosigkeit, einen Unglücksfall oder eine allgemeine Gefahr ausnutzt. Hierbei verhält er sich in besonders verwerflicher Weise, während sich das Opfer der Wegnahme nur eingeschränkt widersetzen kann. Das Regelbeispiel ist beispielsweise erfüllt, wenn der Täter ein Unfallopfer oder einen Helfer an einem Unfallort bestiehlt.
Schließlich liegt regelmäßig ein besonders schwerer Fall vor, wenn der Täter eine Schusswaffe oder Sprengstoff stiehlt. Die Tatobjekte sind genauer definiert als; „eine Handfeuerwaffe, zu deren Erwerb es nach dem Waffengesetz der Erlaubnis bedarf, ein Maschinengewehr, eine Maschinenpistole, ein voll- oder halbautomatisches Gewehr oder eine Sprengstoff enthaltende Kriegswaffe im Sinne des Kriegswaffenkontrollgesetzes oder Sprengstoff“. Die gesteigerte Tatschwere folgt aus der Gefährlichkeit des gestohlenen Objekts.

#### Geringwertigkeitsklausel
Gemäß § 243 Absatz 2 StGB darf lediglich in Fällen des Diebstahls einer Waffe ein besonders schwerer Fall angenommen werden, wenn das Tatobjekt geringwertig ist. Die Geringwertigkeit bemisst sich nach dem objektiven Marktwert der Sache; die Wertgrenze entspricht der des § 248a StGB.
Umstritten ist in der Rechtswissenschaft, ob ein Rückgriff auf die Geringwertigkeitsklausel lediglich in solchen Fällen möglich ist, in denen der Täter mit Vorsatz bezüglich der Geringwertigkeit handelt. Die überwiegende Meinung bejaht dies mit Verweis auf den Begriff „bezieht“ im Tatbestand. Darüber hinaus habe die Tat nur dann Bagatellcharakter, wenn der Täter bewusst eine geringwertige Sache wegnimmt. Die Gegenauffassung führt an, dass es bei einem Irrtum des Täters über den Wert der Sache entweder am Handlungs- oder am Erfolgsunrecht eines besonders schweren Falls des Diebstahls fehle, weshalb lediglich eine Bestrafung wegen einfachen Diebstahls geboten sei.

#### Versuch
Umstritten ist in der Rechtswissenschaft, ob § 243 StGB zur Anwendung kommen kann, wenn die Tat lediglich versucht ist. Hierbei lassen sich mehrere Konstellationen unterscheiden:
Einigkeit besteht dahingehend, dass das Regelbeispiel berücksichtigt werden kann, wenn der Täter ein Regelbeispiel vollendet und einen Diebstahl versucht. So verhält es sich etwa, wenn der Täter einen Tresor aufbricht, dort aber nichts vorfindet. In diesem Fall liegt ein versuchter Diebstahl in einem besonders schweren Fall vor.
Strittig sind die Fallkonstellationen, in denen das Regelbeispiel nicht zur Vollendung gelangt. Stellt der Täter beispielsweise beim Aufbrechen eines Tresors fest, dass dieser unverschlossen ist und entnimmt anschließend dessen Inhalt, vollendet er einen Diebstahl, wohingegen das Regelbeispiel nicht über das Versuchsstadium hinausgelangt. Versucht der Täter, den Tresor aufzubrechen, scheitert aber hieran und lässt daraufhin von ihm ab, gelangen sowohl Diebstahl als auch Regelbeispiel nicht zur Vollendung. Für diese Fälle gibt § 22 StGB Anlass zur Zweifel daran, dass das Regelbeispiel berücksichtigt werden kann. § 22 StGB sieht die Möglichkeit des Versuchs nur bei Tatbeständen vor, nicht jedoch bei Strafzumessungsnormen wie § 243 StGB. Dennoch halten auch in diesen Fällen einige Rechtswissenschaftler, darunter auch die Rechtsprechung, die Berücksichtigung des Regelbeispiels für möglich. Sie argumentieren, dass der Täter wie bei einem Tatbestand unmittelbar zur Verwirklichung eines Regelbeispiels ansetzen könne. Außerdem habe die im Rahmen des Ersten Strafrechtsreformgesetzes erfolgte Umwandlung des § 243 StGB von einer Qualifikation zu einer Strafzumessungsregel nicht den Strafbarkeitsumfang einschränken sollen. Dem wird jedoch entgegengehalten, dass damit der eindeutige Wortlaut des § 22 StGB außer Acht gelassen und eine verbotene Analogie zu Lasten des Täters vorgenommen werde.

### Diebstahl mit Waffen; Bandendiebstahl; Wohnungseinbruchsdiebstahl (§ 244 StGB)
§ 244 StGB versieht bestimmte Begehungsweisen des Diebstahls mit höherer Strafandrohung. Hierzu zählen das Stehlen unter Mitführen einer Waffe oder eines Werkzeugs, das bandenmäßige Stehlen sowie der Wohnungseinbruchsdiebstahl.
Anders als bei § 243 StGB handelt es sich bei diesen Tatbeständen nicht um Regelbeispiele, sondern um Qualifikationen. Sie entfalten daher Bindungswirkung für den Richter.

### Schwerer Bandendiebstahl (§ 244a StGB)
§ 244a StGB dient der Bekämpfung organisierter Kriminalität. Er stellt eine Kombination der strafschärfenden Qualifikationen und Regelbeispiele dar. Eine Tat nach § 244a StGB wird mit Freiheitsstrafe von einem Jahr bis zu zehn Jahren Freiheitsstrafe bestraft. Nach § 244a StGB macht sich strafbar, wer als Mitglied einer Diebesbande ein Regelbeispiel oder ein weiteres Qualifikationsmerkmal § 244 StGB verwirklicht.

## Kriminologie
- Diagrammdaten:
- Definition |
- Rohdaten |
- Hilfe

Das Bundeskriminalamt gibt jährlich eine Statistik über alle in Deutschland gemeldeten Straftaten heraus, die Polizeiliche Kriminalstatistik. Seit 1993 wird das gesamte Bundesgebiet erfasst. In den Statistiken von 1991 und 1992 wurden die alten Bundesländer und das gesamte Berlin erfasst. Frühere Statistiken erfassen lediglich die alten Bundesländer.
Die Aussagekraft der Statistiken wird dadurch relativiert, dass die Rechtswissenschaft ein großes Dunkelfeld bei Diebstahlsdelikten vermutet. Doch bereits anhand der gemeldeten Fälle lässt sich festhalten, dass der Diebstahl in Deutschland das mit großem Abstand am meisten verwirklichte Delikt darstellt. Knapp 40 % aller polizeilich erfassten Taten stellen Diebstähle dar. Etwas mehr als die Hälfte hiervon entfällt auf einfache Diebstähle nach § 242 StGB. Bei den übrigen Taten handelt es sich um Diebstähle unter erschwerenden Umständen, bei denen Regelbeispiele oder Qualifikationstatbestände erfüllt werden. Trotz seiner nach wie vor hohen praktischen Bedeutung entwickelt sich die Anzahl der gemeldeten Fälle seit mehreren Jahren rückläufig. Den bisherigen Höchststand markierte das Jahr 1993, in dem 1.605.495 Fälle des einfachen Diebstahls und 2.545.592 Fälle des Diebstahls unter erschwerenden Umständen gemeldet wurden. Pro 100.000 Einwohner wurden demnach 5.126 Diebstähle gemeldet. Bis 2021 sank diese Zahl auf 1.784, was einen Rückgang von knapp 65 % bedeutet. Damit ist der Kriminalitätsbereich Diebstahl weit stärker rückläufig als die Kriminalität insgesamt, die im selben Zeitraum nur um 27 % gefallen ist. Das Muster eines Rückgangs der Häufigkeit von Diebstahl seit Anfang der 1990er Jahre findet sich in allen westlichen Ländern. Es ist Teil eines allgemeinen Kriminalitätsrückgangs. Als Ursachen für den Rückgang speziell der Diebstahlskriminalität werden außerdem angeführt die zunehmende Entwicklung und Verbesserung von Schutzmechanismen und die Verlagerung der Vermögenskriminalität in den Bereich des Betrugs.
Zuletzt gab es zwei Auffälligkeiten im zeitlichen Verlauf der Häufigkeit. In den Jahren 2020 und 2021 fiel sie überdurchschnittlich. 2022 und 2023 stieg sie wieder an und erreichte 2023 mit 2.337 Fällen von Diebstahl insgesamt wieder den Wert des Jahres 2018. Den überdurchschnittlichen Rückgang führt die Praxis auf einen Mangel an Gelegenheiten in der Zeit der coronabedingten Einschränkungen zurück, der Anstieg danach mit Veränderungen der wirtschaftlichen Rahmenbedingungen, wie die Inflation, sowie das Migrationsgeschehen. Wirtschaftliche Belastung gilt als gut belegter Risikofaktor für Kriminalität. Bei Zuwanderern seien beispielsweise psychische Belastung oder eine unsichere Lebenssituation Risikofaktoren.
Praktisch besonders bedeutende Formen des Diebstahls stellen der Diebstahl aus Ladengeschäften, der Diebstahl unbarer Zahlungsmittel und der Fahrraddiebstahl dar.
Die Aufklärungsquote variiert zwischen den einzelnen Fallgruppen des Diebstahls stark. Bei Ladendiebstählen liegt sie regelmäßig über 90 %. Deutlich geringer ist sie beim Diebstahl von Fahrrädern und unbaren Zahlungsmitteln; bei beiden Fallgruppen lag sie 2016 unter 10 %.
|      | Erfasste Fälle | Erfasste Fälle        | Erfasste Fälle                                |                  |
| Jahr | Insgesamt      | Pro 100.000 Einwohner | Anteil der versuchten Taten (absolut/relativ) | Aufklärungsquote |
| ---- | -------------- | --------------------- | --------------------------------------------- | ---------------- |
| 1987 | 1.060.957      | 1.735,3               | 26.000 (2,5 %)                                | 47,1 %           |
| 1988 | 1.042.710      | 1.702,7               | 22.781 (2,2 %)                                | 47,5 %           |
| 1989 | 1.052.319      | 1.705,1               | 22.135 (2,1 %)                                | 48,6 %           |
| 1990 | 1.147.314      | 1.830,5               | 17.566 (1,5 %)                                | 51,3 %           |
| 1991 | 1.201.444      | 1.848,3               | 17.824 (1,5 %)                                | 50,0 %           |
| 1992 | 1.290.940      | 1.962,9               | 18.263 (1,4 %)                                | 51,0 %           |
| 1993 | 1.605.495      | 1.982,7               | 27.083 (1,7 %)                                | 51,5 %           |
| 1994 | 1.489.037      | 1.830,7               | 21.962 (1,5 %)                                | 49,5 %           |
| 1995 | 1.530.796      | 1.877,4               | 22.587 (1,5 %)                                | 50,2 %           |
| 1996 | 1.560.779      | 1.907,6               | 23.148 (1,5 %)                                | 52,1 %           |
| 1997 | 1.572.558      | 1.917,5               | 23.783 (1,5 %)                                | 53,0 %           |
| 1998 | 1.525.869      | 1.859,5               | 24.529 (1,6 %)                                | 52,8 %           |
| 1999 | 1.480.659      | 1.804,9               | 23.015 (1,6 %)                                | 50,6 %           |
| 2000 | 1.463.794      | 1.781,6               | 23.123 (1,6 %)                                | 48,7 %           |
| 2001 | 1.475.375      | 1.793,6               | 24.357 (1,7 %)                                | 47,8 %           |
| 2002 | 1.535.562      | 1.862,6               | 25.526 (1,7 %)                                | 47 %             |
| 2003 | 1.540.932      | 1.867,0               | 26.753 (1,7 %)                                | 45,6 %           |
| 2004 | 1.516.984      | 1.838,0               | 27.732 (1,8 %)                                | 45,0 %           |
| 2005 | 1.415.530      | 1.715,8               | 26.229 (1,9 %)                                | 43,9 %           |
| 2006 | 1.362.616      | 1.652,9               | 26.395 (1,9 %)                                | 43,6 %           |
| 2007 | 1.314.277      | 1.596,6               | 26.360 (2,0 %)                                | 43,5 %           |
| 2008 | 1.277.295      | 1.553,5               | 28.288 (2,2 %)                                | 43,3 %           |
| 2009 | 1.235.880      | 1.507,1               | 27.313 (2,2 %)                                | 43,8 %           |
| 2010 | 1.233.812      | 1.508,3               | 27.447 (2,2 %)                                | 42,9 %           |
| 2011 | 1.290.502      | 1.578,6               | 30.488 (2,4 %)                                | 40,8 %           |
| 2012 | 1.281.299      | 1.565,5               | 31.550 (2,5 %)                                | 39,2 %           |
| 2013 | 1.298.545      | 1.583,2               | 31.666 (2,4 %)                                | 38,1 %           |
| 2014 | 1.322.144      | 1.637,0               | 32.971 (2,5 %)                                | 37,5 %           |
| 2015 | 1.348.955      | 1.661,3               | 34.878 (2,6 %)                                | 37,8 %           |
| 2016 | 1.290.481      | 1.570,4               | 33.335 (2,6 %)                                | 37,9 %           |
| 2017 | 1.156.422      | 1.401,4               | 28.995 (2,5 %)                                | 39,3 %           |
| 2018 | 1.082.478      | 1.307,5               | 27.028 (2,5 %)                                | 40,2 %           |
| 2019 | 1.025.321      | 1.235,0               | 25.382 (2,5 %)                                | 40,3 %           |
| 2020 | 931.793        | 1.120,4               | 25.775 (2,8 %)                                | 41,7 %           |
| 2021 | 835.368        | 1.004,6               | 24.234 (2,9 %)                                | 39,9 %           |
| 2022 | 1.043.887      | 1.254,1               | 28.921 (2,8 %)                                | 40,6 %           |
| 2023 | 1.172.337      | 1.389,7               | 32.962 (2,8 %)                                | 43,0 %           |